# Stroke 9
Stroke 9 est un groupe de rock alternatif, originaire à San Rafael, San Francisco, en Californie.

## Biographie
Au départ, le groupe est formé en 1989 pour participer à une sorte de projet scolaire. En 1990, Luke Esterkyn, Greg Gueldner, Tom Haddad et Kirsten Stromberg sortent une démo de cinq chansons dans laquelle figurent Blindness, Wild, et Dream Song. Au printemps, la même année, ils décident officiellement de former Stroke 9. Ils se préparent chez Esterkyn pour l'enregistrement d'une nouvelle démo. Leur premier concert s'effectue au Caffe Nuvo de San Anselmo. Ils se séparent en été et reviennent l'année suivante en 1991. Haddad et Stromberg ne voulaient pas faire revivre Stroke 9, alors Esterkyn et Gueldner recrutent d'anciens camarades de classe, John McDermott et Stephen Heath. Ils publieront deux albums indépendants entre 1993 et 1995. Eric Stock se met à la batterie en avril 1997 ; Stock a auparavant tourné avec Modern English.
Après avoir signé chez Universal, Stroke 9 sort son premier album, Nasty Little Thoughts, en 1999. Il comprend deux hits, soit la réédition de Little Black Backpack (originellement publiée dans Bumper to Bumper)  et Letters, et est certifié disque d'or par la RIAA, le 21 avril 2000. Le groupe apparait dans le film EDtv pour la promotion de Nasty Little Thoughts. Le groupe publie l'album Last of the International Playboys le 5 juin 2007, chez Rock Ridge Records. En 2008, Duane Leinan devient membre de tournée. Un deuxième album suit chez Universal, intitulé Rip It Off.

## Membres

### Membres actuels
- Luke Esterkyn - guitare, chant
- John McDermott - guitare
- Jens Funke - basse
- Eric Stock - batterie

## Discographie
- 1991 : Music About Friends, Acquaintances, and People We Don't Even Know
- 1993 : Boy Meets Girl
- 1995 : Bumper to Bumper
- 1999 : Nasty Little Thoughts
- 2002 : Rip It Off
- 2004 : All In
- 2005 : Hidden Treasures
- 2006 : Cafe Cuts
- 2007 : Last of the International Playboys

## Classements
| Année | Titre                 | Meilleure position | Meilleure position   | Album                 |
| Année | Titre                 | US Modern Rock     | US Top 40 Mainstream | Album                 |
| ----- | --------------------- | ------------------ | -------------------- | --------------------- |
| 1999  | Little Black Backpack | 6                  | 39                   | Nasty Little Thoughts |
| 2000  | Letters               | 27                 | -                    | Nasty Little Thoughts |
| 2001  | Kick Some Ass         | 36                 | -                    | Rip It Off            |